# An der Ludwigshöhe
An der Ludwigshöhe bezeichnet einen Statistischen Bezirk in Darmstadt-Bessungen.

## Infrastruktur und Sehenswürdigkeiten
- Bessunger Forellenteich
- Bessunger Friedhof
- Jüdischer Friedhof
- Klappach
- Kraftsruhe
- Liebfrauenkirche
- Ludwigshöhe
- Orangerie
- Polizeipräsidium Südhessen